# Karl-Heinz Wohland
Karl-Heinz Wohland (* 24. März 1953 in Thurnau) ist ein ehemaliger deutscher Fußballspieler und -trainer.

## Karriere als Spieler
Wohland begann beim TSV 1902 Thurnau, dem in seinem Geburtsort ansässigen Turn- und Sportverein, mit dem Fußballspielen und wechselte später zum nördlich von Bayreuth gelegenen SC Altenplos. Dem Jugendalter entwachsen, gehörte Wohland der Fußballabteilung des Landesligisten ATS Kulmbach 1861 an, mit der er 1974 als Meister der Staffel Nord in die Bayernliga aufstieg. In seiner letzten Saison für den Verein gehörte er auch der Auswahl des Landesverbandes Bayern an, die 1977 in Ludwigshafen am Rhein mit 4:2 nach Verlängerung gegen die Auswahl des Landesverbandes Südwest den Länderpokal der Amateure gewann. Mitspieler waren u. a. Klaus Augenthaler und Eduard Kirschner – seine zukünftigen Mannschaftsspieler; denn zur Saison 1977/78 wurde er vom FC Bayern München verpflichtet. Obwohl Wohland in zwei Spielzeiten zu keinem Bundesliga- oder DFB-Pokalspiel kam, bestritt er dennoch ein einziges Pflichtspiel für die Bayern: Am 23. November 1977 absolvierte er im Achtelfinal-Hinspiel des UEFA-Pokals bei der 0:4-Niederlage im Auswärtsspiel gegen Eintracht Frankfurt 60 Minuten, bevor er für Uli Hoeneß ausgewechselt wurde. Des Weiteren bestritt er alle sechs Spiele der Gruppe 2 in der einmaligen Sonderveranstaltung des Intertoto-Cup-Wettbewerbs.
Danach gehörte er drei Spielzeiten lang dem Bayernligisten ATS Kulmbach 1861 und eine dem Ligakonkurrenten VfL Frohnlach an.
Von 1983 bis 5. Dezember 1987 bestritt er 153 Spiele (9 Tore) für die SpVgg Bayreuth, mit der er zweimal – über die Aufstiegsrunde zur 2. Bundesliga (1985 und 1987) – aus der Bayernliga in die 2. Bundesliga aufstieg. Sein Zweitligadebüt gab er am 17. August 1985 (4. Spieltag) bei der 1:3-Niederlage im Heimspiel gegen den Karlsruher SC, sein erstes Zweitligator erzielte er am 7. September 1985 (8. Spieltag) mit dem 2:1-Siegtreffer in der 57. Minute im Heimspiel gegen den VfL Osnabrück. Für Bayreuth bestritt er 52 Zweitligaspiele und erzielte zwei Tore.

## Karriere als Trainer
Nach seiner aktiven Fußballer-Karriere übernahm Wohland 1991 das Traineramt des Zweitligaabsteigers SpVgg Bayreuth. Später trainierte er mehrere unterklassige Vereine aus der Landesliga Bayern, zuletzt den FC Kronach 08.

## Erfolge
- Länderpokal-Sieger 1977 (mit dem Landesverband Bayern)
- Bayernliga-Meister 1985, 1987 (mit der SpVgg Bayreuth)
- Aufstieg in die 2. Bundesliga 1985, 1987 (mit der SpVgg Bayreuth)

## Sonstiges
Wohland ist heute Inhaber einer Allianz-Vertretung in Thurnau (Bayern).